# Ramones
Ramones so ena izmed prvih punk rock skupina v ZDA. Ramone je priimek, ki so si ga nadeli vsi člani skupine, čeprav niso bili v sorodu. Navdih so dobili v tem, da je ta priimek je svoje čase kot psevdonim uporabljal Paul McCartney. Prvi studijski album z naslovom Ramones so izdali leta 23. aprila 1976, zadnjega pa 1996 (Adios Amigos). Skupno so v 22 letih izdali 15 studijskih albumov.
Ramonesi so v Sloveniji nastopili dvakrat leta 1990 in 1994. V svoji karieri so odigrali kar več kot 2000 koncertov oz. v povprečju 102 koncertov na leto oz. v 22 letih koncert skoraj vsake 3 dni.
V zgodovino glasbe so se vpisali kot eden najvplivnejših bendov vseh časov. Leta 2002 so bili sprejeti v Hram slavnih rokenrola.

## Zasedba
Originalni člani prve zasedbe so bili:
- Joey Ramone (Jeffry Hyman) (Maj 19, 1951 – April 15, 2001) (vokal)-(1974–1996)
- Johnny Ramone (John Cummings)(Oktober 8, 1948–September 15, 2004)(kitara) (1974–1996),
- Dee Dee Ramone (Douglas Glenn Colvin)(September 18, 1952–Junij 5, 2002)(bas) (1974–1989),
- Tommy Ramone (Tamás Erdélyi)(Januar 29, 1952 - 11.7.2014) (bobni) (1974–1978).

Kasnejši člani pa so bili še Marky Ramone, Elvis Ramone, Richie Ramone in C.J. Ramone.

## Uspešnice
- Blitzkrieg Bop
- Beat on the brat
- Sheena Is A Punkrocker
- I Wanna Be Sedated
- Pet Sematary
- Poison Heart
- Judy is a punk
- Psycho therapy
- Do You Remember Rock'n'roll Radio?